# Иксельское кладбище
Кладбище Икселя (фр. Cimetière d'Ixelles) — кладбище, расположенное на территории коммуны Иксель в южном пригороде Брюсселя, один из самых старейших и крупнейших бельгийских некрополей.
Первые захоронения проводились здесь с XV века. Сильная эпидемия холеры 1832 года заставила власти создать новое кладбище близ аббатства Камбр.
В связи с ростом населения города в 1877 году было расширено. Поначалу небольшое кладбище с кипарисовыми аллеями ныне превратилось в одно из крупнейших в бельгийской столице. Здесь похоронены видные деятели культуры, науки, политики и военные, в том числе многие русские эмигранты первой волны.
Площадь кладбища около 12 гектаров окружена каменной стеной. Район вокруг кладбища в Икселе является одним из самых оживлённых и модных в городе, излюбленным среди студентов местных университетов.

## Примечательные могилы
См. Категория:Похороненные на Иксельском кладбище

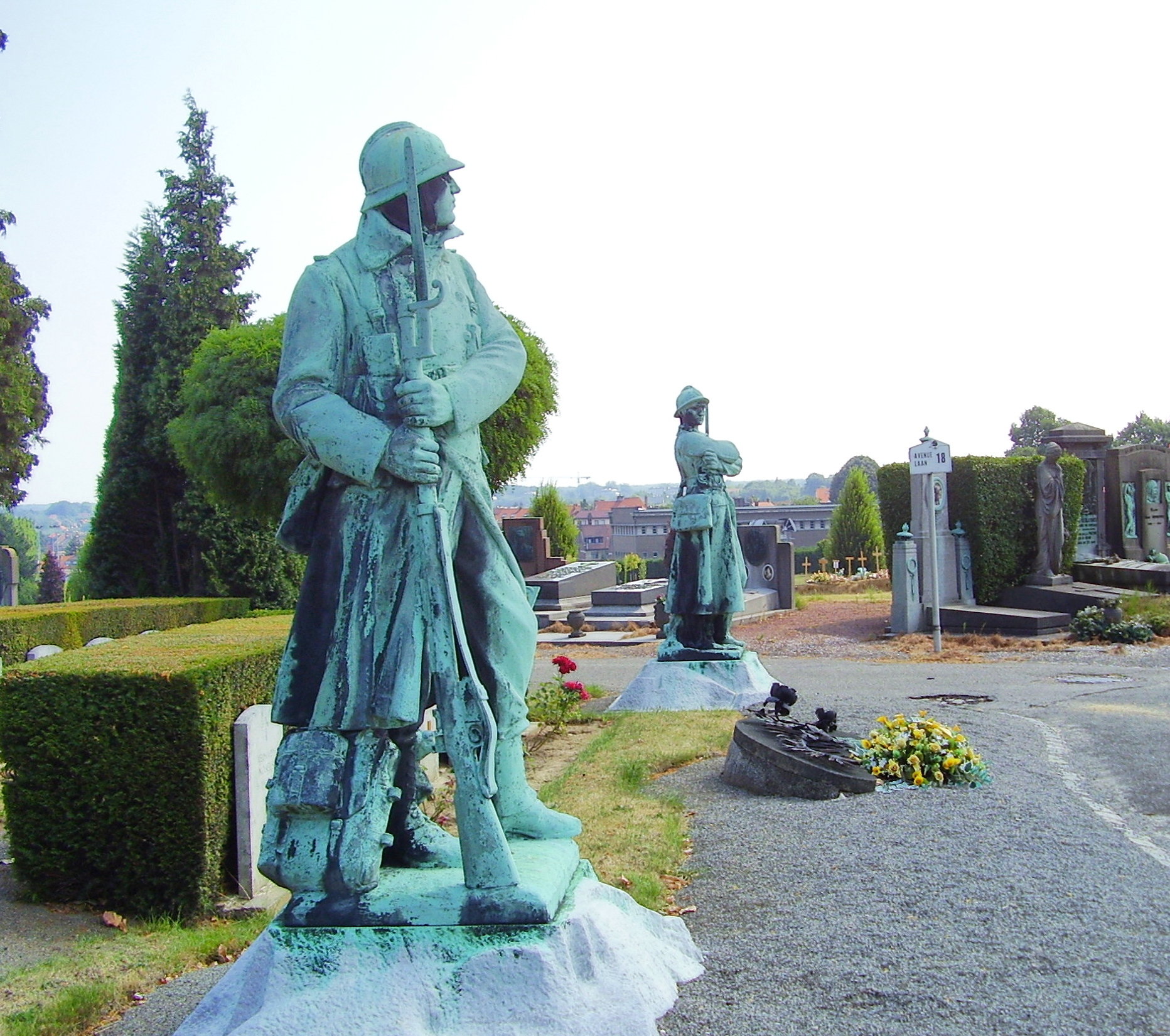
Памятники на могиле жертв Первой мировой войны из Бельгии, Франции, Италии, России и Великобритании
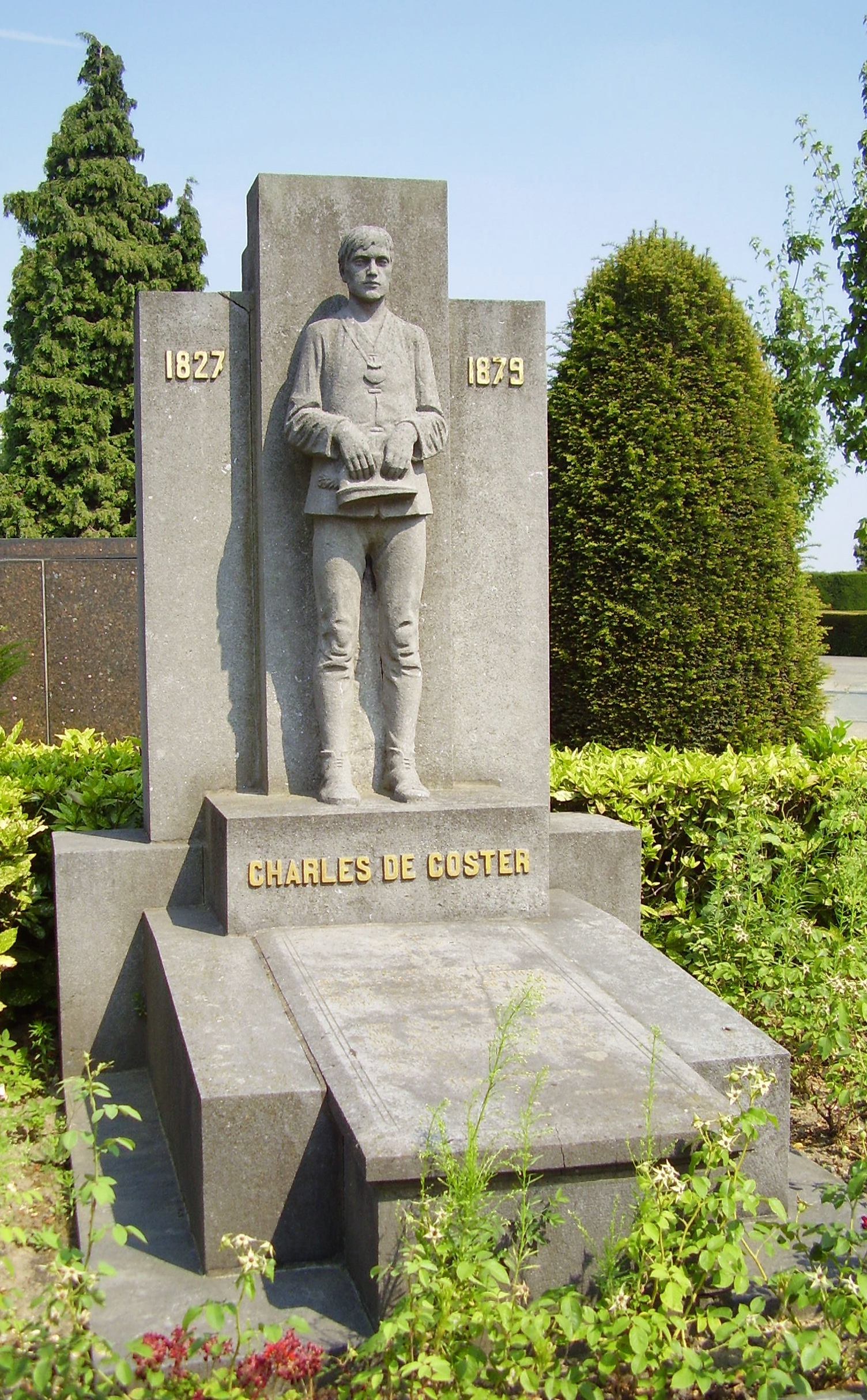
Памятник на могиле Шарля де Костера
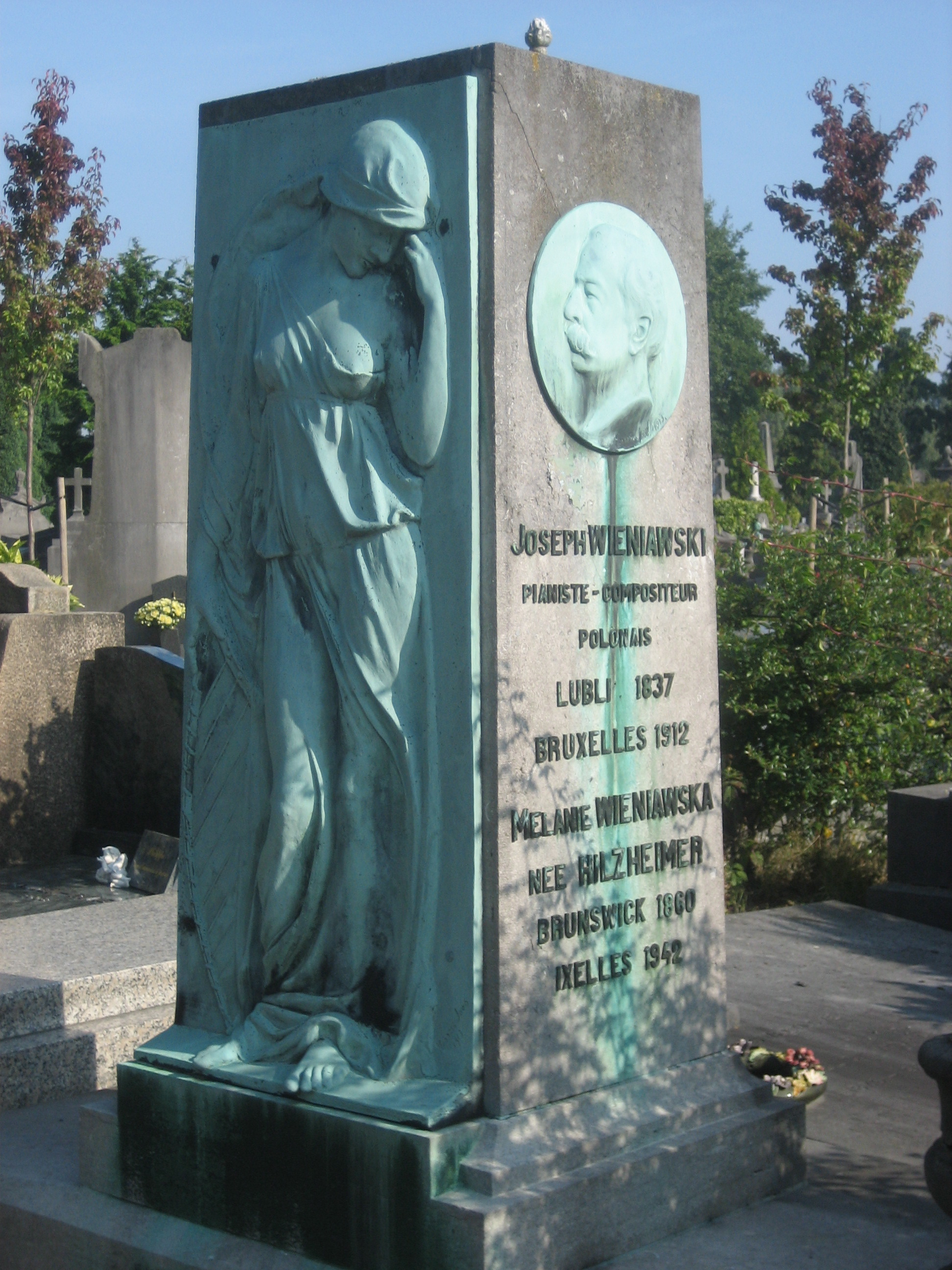
Памятник на могиле Ю. Венявского